# Melanotrichus pallens
Melanotrichus pallens är en insektsart som beskrevs av Knight 1968. Melanotrichus pallens ingår i släktet Melanotrichus och familjen ängsskinnbaggar. Inga underarter finns listade i Catalogue of Life.